# Гармендиа, Хосе Габриэль
Хосе Габриэль Гармендиа (исп. José Gabriel Garmendia), он же Команданте Яхоб (исп. Comandante Jahob) — никарагуанский боевик и политический оппозиционер, командир спецназа Контрас во время гражданской войны 1980-х. В 2010 году — командир повстанческого формирования «новых реконтрас», лидер вооружённого сопротивления правительству СФНО. Убит в боестолкновении. Считается основателем вооружённого повстанчества в Никарагуа 2010-х.

## Боевик контрас
Родился в одной из деревень департамента Эстели. Точная дата рождения в открытых источниках отсутствует, но известно, что на момент прихода к власти СФНО Хосе Габриэлю Гармендиа было около 20 лет. В 1980 году его отец, евангелический проповедник, был убит сандинистами как «чуждый элемент». Вместе с братьями, которые впоследствии погибли в боях, Хосе Габриэль Гармендиа перебрался через гондурасскую границу и примкнул к Никарагуанским демократическим силам.
Прошёл спецподготовку у инструкторов из аргентинского 601-го разведбатальона, американского ЦРУ и израильского Моссада. Возглавил подразделение спецназа Контрас. Гармендиа активно участвовал в гражданской войне против сандинистского режима. Специализировался на военных диверсиях, засадах, скоротечных боестолкновениях, организации похищений. Являлся видной фигурой среди полевых командиров контрас. Носил военный псевдоним Comandante Jahob — Команданте Яхоб.

## Послевоенная жизнь
В 1988 году Соглашение Сапоа между сандинистским правительством и Никарагуанским сопротивлением завершили гражданскую войну в Никарагуа. На выборах 1990 года СФНО потерпел поражение, произошла смена власти. Команданте Яхоб, как и большинство контрас, согласился сложить оружие.
Работал в госкомпании водоснабжения ENACAL. Конфликтовал с сандинистскими администраторами предприятия, однако при правлении правоцентристских либералов Виолетты Барриос де Чаморро, Арнольдо Алемана и Энрике Боланьоса он дистанцировался от политики, не нарушал законов и в движении Реконтрас участия не принимал.

## Повстанец 2010
Положение изменилось после выборов 2006 года, на которых одержал победу лидер сандинистов Даниэль Ортега, вторично возглавивший Никарагуа. Гармендиа вынужден был покинуть госслужбу и стал выступать с оппозиционными высказываниями.
В октябре 2009 года Верховный суд Никарагуа отменил конституционное ограничение президентства одним пятилетним сроком. Лидер СФНО Даниэль Ортега получил возможность вновь баллотироваться в президенты. Оппозиция посчитала это нарушением Конституции. При этом следует отметить, что в период правления Ортеги с 2007 года были убиты около 20 бывших командиров контрас, и все эти преступления остались не расследованы.
Гармендиа публично заявил, что Ортега «будет снят с должности пулями». В ответ власти обвинили Гармендиа в убийстве другого бывшего командира контрас. Гармендиа скрылся, собрал отряд в 140 человек и с середины 2010 развернул в департаментах Матагальпа и Хинотега партизанские боевые действия под антисандинистскими лозунгами. От имени Команданте Яхоба в Интернете появлялись призывы к восстанию против диктатуры Ортеги. Произошло несколько заметных боестолкновений. Власти обвиняли Гармендиа и его бойцов в уголовных преступлениях, убийствах, грабежах, наркобизнесе.
Ветеран-инвалид гражданской войны Феликс Педро Крус, бывший командир контрас, известный как Команданте Джеху, утверждал, что Яхоб был поставлен в безвыходную ситуацию ложным обвинением в убийстве. Один из руководителей Партии никарагуанского сопротивления Роберто Феррей, бывший оперативник контрас, считал, что вокруг действий Яхоба целенаправленно создаются мифы: «Наибольшую опасность он представляет для самого себя». Лидеры бывших контрас заявляли о недопустимости вооружённой борьбы против правительства СФНО, пришедшего к власти демократическим путём (в отличие от сандинистского режима 1980-х) и предлагали посредничество. С другой стороны, власти были заинтересованы в ужесточении режима под предлогом появления «новых реконтрас», а оппозиция рассчитывала на «Рэмбо, который сбросит режим».

## Гибель. Память и последствия
В феврале 2011 года был убит в перестрелке на одной из ферм в департаменте Хинотега. Комментаторы отмечали его высокую популярность среди местных крестьян, которые считают его народным героем и сравнивают с Сандино.
Отряд Команданте Яхоба стал первой группировкой «новых реконтрас», действия которой получили широкий резонанс. С начала 2010-х в Никарагуа появился ряд антисандинистских вооружённых формирований, прежде всего FDC 380 и FASN—EP, временами совершающие крупные вооружённые акции. Хосе Габриэль Гармендиа—Яхоб рассматривается как инициатор этого процесса.